# 경은군
경은군 이재성(景恩君 李載星, 1860년 12월 21일(음력 11월 10일) ~ ?)은 조선 후기의 문신이자 왕족이며 대한제국의 문신, 정치인이자 황족이다. 장조 사도장헌세자 이선의 서장남인 은언군(恩彦君)의 서증손이며, 익평군 이희의 서장자이다. 1899년 8월 17일 경은도정(景恩都正)에 봉작받고 1900년 경은군으로 진봉됐다.
음서제로 출사하여 이문학관, 군수 등 관료로 활동하다 1899년(광무 3년) 사도세자가 장조로 추존되면서 황족의 예로서 경은도정의 작위를 받고, 1900년 군으로 진봉되었다. 익평군 이희의 유일한 아들이었지만 서자라서 정통성을 인정받지 못하고, 따로 덕흥대원군파에서 후손을 택정하여 아버지 익평군의 사후양자로 정한 것이 덕안군 이재덕이다. 1907년(융희 1) 10월 14일 직첩을 환수당한 이후의 행적은 미상이다.

## 생애

### 어린 시절
조선후기의 왕족으로 본관은 전주, 휘는 재성(載星)이다. 장조의 서장남 은언군(恩彦君)의 증손이며, 상계군 이담(常溪君 李湛)은 조부이고, 생조부는 은전군의 양자로 간 풍계군이당이며, 아버지는 익평군 이희(益平君 李曦)이다. 그러나 그는 서자였다.
은언군의 혈통이자 익평군의 아들로 탄생하였지만 그는 덕성군부인 이씨의 소생이 아닌 서자였고, 아버지 익평군이 죽자 덕흥대원군의 12대손 이규의 아들 재덕이 익평군의 양자로 입양되었다. 아버지 익평군 이희는 다시 생조부 풍계군 이당의 서자였다가, 아들이 없는 상계군의 사후 양자로 입양되었다.

### 관료 생활
음서로 출사하여 1879년(고종 16) 9월 23일 승문원 이문학관에 제수하고, 군직에 붙여 관디(冠帶) 차림으로 항상 사진(仕進)하도록 하였으나 탈이 있다고 하여 이해 9월 26일 개차되었다. 이후 지방관이 되어 군수를 역임하기도 했다. 1887년(고종 24) 1월 24일 외빈(外賓)으로 해조로 하여금 구전으로 군직을 맡겨 관디(冠帶) 차림으로 항상 사진(仕進)하게 하였다.
1890년(고종 27) 2월 9일 《선원보략》을 수정할 때 별간역(別看役)이 되고, 다시 학관에 임명됐다가 물러났다. 1892년(고종 29)에 고종의 즉위 30주년 기념으로 개최한 진찬연(進饌宴) 시, 9월 25일 저녁~9월 26일 강녕전에서 참여했다. 이때 그의 직책은 없고 전 학관으로 되어 있었다. 1895년(고종 32) 6월 18일 시종원 시어(侍從院侍御) 7등에 제수되고, 이해 10월 15일 종척집사(宗戚執事)를 거쳐 12월 26일 사직서 영(社稷署令)에 제수되었다. 1896년(고종 33) 4월 29일 종정원 주사(宗正院主事)에 임용되고, 이해 8월 20일 승서되고, 이해 9월 26일 아마 1필을 사급받았다.
1897년(광무 1) 8월 21일 반숙마(半熟馬) 1필을 사급받고, 이해 9월 4일 종실과 여러 대신들과 타당한 여론에 따라 황제의 칭호를 올릴 것을 상소하였고, 이해 9월 18일 원구단 고유제를 지내고, 1등을 올려주고, 이해 9월 19일 빈전의 별전에 봉무한 공로로 아마 1필을 사급받고, 이해 11월 6일 인산 때 공로로 아마 1필을 사급받고, 이해 11월 17일 부제를 친행할 때 제1실 봉조관(捧俎官)으로 봉무하여 아마 1필을 사급받고, 부알례 때 봉무하여 아마 1필을 사급받고, 이해 12월 12일 경효전 연제 때 봉무하여 아마 1필을 사급받았다. 한편 그는 그해부터 독립협회에 찬조금을 후원하기도 했다.
1898년(광무 2) 1월 21일 아마 1필을 사급받고, 이해 3월 22일 전작례 때 봉무하여 아마 1필을 사급받고, 이해 윤3월 23일 종정원 주사를 의원면직하고, 전선사 주사(典膳司主事)에 임용되고, 이해 4월 17일 수릉관(守陵官) 완평군(完平君) 이승응(李昇應)에게 가자하되, 자궁(資窮)에 해당될 경우에는 그의 조카 전선사 주사(典膳司主事) 이재성(李載星)을 수령 자리가 나는 대로 조용(調用)되고, 이해 5월 2일 이천군수에 제수되고, 이해 6월 5일 별배종(別陪從)하여 가자(加資)되고, 이해 8월 20일 아마 1필을 사급받고, 이해 8월 22일 원구단 황궁우역소 별감동(圜丘壇皇穹宇役所別監董)을 거쳐 이해 12월 3일 내부 시찰관(內部視察官)에 제수되었다. 1899년 7월 26일 이천군수로 재직 중 경기도관찰부에 납부해야 할 3천원을 도둑맞았다. 그때문에 경기도관찰사 김영덕(金永悳)이 이천군의 도세를 면제해줄 것을 상소하기도 했다.

### 도정과 군에 책봉
독립협회가 해산되자 그는 담배제조 공장인 연초제조주식회사(煙草製造會社)를 설립하여 경영하였다. 1899년(광무 3) 8월 12일 비서원 승에 임용되고, 이해 8월 13일 비서원 승을 의원면직하고, 전해에 사도세자가 장종으로 추존되었으므로 법전에 의해 왕족으로 봉군되어 1899년 8월 17일 경은도정(景恩都正)에 봉작받고, 이해 12월 28일 감동(監董)으로 경운궁의 궁궐 담 공사를 마친 데에 대한 별단으로 가자되어 종2품으로 승진되고, 1900년 1월 28일 법전에 의해 경은군(景恩君)에 봉작되었다.
1900년(광무 4) 1월 경운궁(慶運宮)의 담장을 축조하는데 참여하였다. 2월 13일 회양군공립소학교 교원(淮陽郡公立小學校敎員)에 임용되고, 1901년(광무 5) 3월 12일 회양군공립소학교 교원(淮陽郡公立小學校敎員)을 면직하였다.
1902년(광무 6) 1월 28일 징계에서 사면되고, 1903년(광무 7) 8월 26일 궁내부 특진관(宮內府特進官)에 임용하여 칙임관(勅任官) 4등에 서임(敍任)되고, 다시 경은군(景恩君)에 봉작되고, 이해 8월 29일 상복을 벗었으나 슬픔이 가시지 않았으므로 체차해 주기를 청하는 상소를 하였다.
삼가 아룁니다. 신이 부끄럽게도 목석처럼 어둡고 어리석은 사람으로서 세월의 변화를 묵묵히 겪으면서 하늘을 우러러보고 땅을 굽어보지만 다시 미칠 수 없기에 온갖 감회가 번갈아 일어나고 모든 생각이 다 식어 버렸습니다. 그러므로 상복을 벗은 지 얼마 안 되는데 갑자기 다시 옛 신하를 기억해 주시리라고는 생각하지 못하였습니다. 삼가 칙지를 받들어 보니 신을 궁내부 특진관으로 삼는 것이었습니다. 이에 신이 놀랍고 두려워 갑작스러운 원망이 가슴을 메우고 저도 모르게 눈물이 얼굴에 흐를 뿐입니다. 대체로 자식이 출사하여 녹을 받는 것은 어버이가 살아 계실 때에 기쁨을 드리기 위해서 일 뿐입니다. 그런데 지금 신은 타고난 운명이 기구하여 신명(神明)에 죄를 지었으며 나이 40을 넘어 더는 믿을 만한 곳이 없으니, 비록 영화로운 모습을 보인다 하더라도 누가 기뻐할 것이며 비록 실추된 것이 있다 하더라도 누가 경계를 해 주겠습니까. 이 때문에 성상의 명을 부여잡고 방황하면서 일어나려 하다가도 도로 엎어지고 말하기도 전에 눈물이 먼저 흐르는 것입니다. 아, 신이 성상을 멀리 떠나 있은 지가 이제 3년이 되었습니다. 견마(犬馬)가 주인을 그리워하는 정성으로 어찌 당일에 달려 나아가 명을 받들고 성상을 뵙고 싶지 않았겠습니까. 그러나 이처럼 비통함과 원망이 가득하고 처한 상황이 어려운 때에 차마 갓끈을 드리우고 인끈을 맨 채 관직에 나아가기를 세상 사람들이 남들과 어울리듯이 할 수 없습니다. 이에 감히 실정을 토로하여 우러러 아룁니다. 삼가 바라건대, 황상께서는 특별히 불쌍하게 여겨 주시어 속히 신에게 새로 제수한 직함을 체차하고 한산(閑散)한 곳에 두심으로써 어버이의 무덤 옆에 편안히 있도록 하시어 어버이를 여의어 슬퍼하고 있는 자로 하여금 생성(生成)하여 주시는 은택을 입고 살 수 있도록 해 주소서. 매우 간절히 바랍니다."하였는데, 비답에, "상소를 보고 잘 알았다. 경은 사직하지 말고 공무를 행하라.

이해 10월 16일 궁내부특진관(宮內府特進官)에 임명되었으며, 11월 4일 을미사변 관련자들 및 개화파를 역적으로 지목, 김윤식 등에게 형률을 시행할 것을 청하는 상소를 궁내부 대신들과 같이 상소하였고, 이해 11월 15일 수릉관(守陵官)에 제수되고, 종척 집사(宗戚執事)에 임명되었다.
1904년(광무 8) 1월 2일 종척집사(宗戚執事)에 임명되고, 이해 3월 10일 인산할 때 봉무하여 반숙마 1필을 사급받았다.
1905년(광무 9) 1월 25일 효혜전(孝惠殿) 연제 때 봉무하여 가자(加資)되고, 이해 11월 15일 의효전 향관(懿孝殿享官)에 임명되었다.
1906년(광무 10) 7월 16일 고종황제가 조령을 내리길 "가까운 종친(宗親)으로 공로도 기록할 만하다고, 특별히 훈1등에 서훈하고 태극장을 하사받았고, 이해 9월 28일 향관(享官)으로 봉무하여 숙마 1필을 사급(賜給)받고, 이해 12월 16일 《선원보략(璿源譜略)》 수정할 때의 국조어첩 서사관(國朝御牒書寫官)에 임용되었다.

### 생애 후반
1907년(광무 11) 5월 4일 광중명 정 서사관(壙中銘旌書寫官)에 임용되었다. 순종즉위 후 8월 23일 그는 예장소의 광중명정 서사관으로 참여한 공로로 숙마 1필을 선물로 하사받았다.
1907년(융희 1) 10월 14일 순종이 조령 내리길 "경은군(景恩君) 이재성(李載星)이 남몰래 행동하면서 나쁜 무리와 호응한다고 하니, 직명(職名)을 우선 환수하도록 하라."하였다. 이는 10월 18일자 황성신문 제1면 1단에 보도되었다.
1910년 무렵까지는 생존해 있었다. 1910년(융희 4) 3월 23일 그는 대한매일신보를 방문 그 사건에 대해서 알지 못한다고 인터뷰하기도 했다. 이는 대한매일신보 2면에 언급되었다. 이후의 행적은 미상이다. 묘소의 위치도 미상이다.

## 가족 관계
아버지 익평군 이희는 원래 풍계군 이당의 서자였다가 상계군 이담의 양자로 입양되었다. 경은군 재성 역시 서자였지만 결국 승적하지 못하고, 익평군은 사후 양자를 들이게 되었다.
- 양조부 : 상계군 이담(常溪君 李湛, 1769년 1월 21일 ~ 1786년 11월 20일)
- 친조부 : 풍계군 이당(豊溪君 李瑭, 1783년 2월 1일 - 1826년 5월 8일)
- 친적조모 : 광산현부인 증 광산군부인 광산김씨(光山縣夫人 贈 光山郡夫人光山金氏, 1803년 4월 4일 ~ 1864년 3월 29일), 김시채(金時彩)의 딸
- 친조모 : 전주 이씨(全州李氏, ? - 1850년 이전 사망)
- 아버지 : 익평군 이희(益平君 李曦, 1824년 10월 16일 ~ 1863년 9월 18일)
- 어머니(적모) : 덕성군부인 덕수 이씨(1820년 1월 4일 ~ ?), 이우신(李愚信)의 딸 - 익평군 본부인
  - 양이복형 : 덕안군 이재덕(德安君 李載悳, 1852년 - 1877년)
- 어머니(생모) : 이름 미상 - 익평군 측실
- 부인(초배) : 군부인 안동 권씨(1859년 10월 11일 ~ 1888년 4월 15일, 권재익(權在益)의 딸
  - 아들(장남) : 이준용(李埈鎔, 1879년 10월 23일 ~ 몰년 미상)
    - 손자 : 이해영(李海暎, 1907년 ~ 몰년 미상)
    - 손자 : 이해청(李海晴, 1912년 ~ 몰년 미상)
    - 손자 : 이해매(李海梅, 1919년 ~ 몰년 미상)
    - 손자 : 이해룡(李海龍, 1924년 ~ 몰년 미상)
    - 손녀 : 이경숙(李敬淑, 1909년 ~ 몰년 미상)
    - 손녀 : 이혜숙(李惠淑, 1927년 ~ 몰년 미상)
- 부인(계배) : 군부인 여흥이씨(1879년 4월 29일 ~ ?), 이병로(李丙老)의 딸

## 기타
그의 본부인(本夫人)인 안동권씨의 묘소는 서울 왕십리에 안장되었으나, 후에 실전되었다.